# Kozacki pułk kawalerii Platow

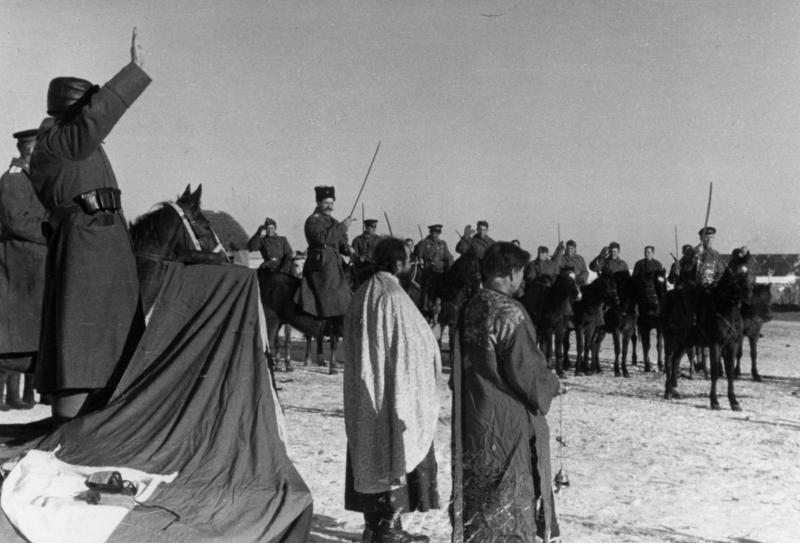

Kozacki pułk kawalerii „Platow” (niem. Kosaken-Reiter-Regiment "Platow", ros. Казачий кавалерийский полк "Платов") – ochotnicza kolaboracyjna jednostka wojskowa kawalerii złożona z Kozaków i Niemców podczas II wojny światowej
Pułk został sformowany rozkazem z 13 czerwca 1942 r. na bazie ochotniczych oddziałów kozackich utworzonych przy armijnych i korpuśnych sztabach niemieckiej 17 Armii. Jego dowódcą został Niemiec mjr Edgar Thomsen. Składał się z pięciu szwadronów kawalerii, szwadronu broni ciężkich, szwadronu zapasowego i baterii artylerii (4 działa). Uczestniczył w II poł. 1942 r. w walkach z Armią Czerwoną na Kaukazie. Początkowo ochraniał pola roponośne Majkopu. Część pododdziałów pułku została dołączona do niemieckich wojsk nacierających w kierunku Tuapse-Suchumi w celu zwalczania sowieckiej partyzantki na obszarze Majkop-Armawir. 
Po odwrocie wojsk niemieckich z Kaukazu na początku stycznia 1943 r. pułk przeszedł do rejonu Noworosyjska, gdzie ochraniał wybrzeże morskie oraz uczestniczył wraz z oddziałami niemieckimi i rumuńskimi w operacjach antypartyzanckich. Następnie prowadził działania obronne na Kubaniu, zwalczając zwłaszcza sowieckie desanty morskie. Pod koniec maja 1943 r. został przesunięty na Krym. Liczył wówczas 932 ludzi, w tym 114 Niemców i 818 Kozaków. Ostatecznie wszedł w skład formowanej w Mławie 1 Kozackiej Dywizji Kawalerii.